# Conical Range
Conical Range är ett berg i Kanada.   Det ligger i Regional District of Mount Waddington och provinsen British Columbia, i den sydvästra delen av landet, 3 800 km väster om huvudstaden Ottawa. Toppen på Conical Range är 577 meter över havet, eller 123 meter över den omgivande terrängen. Bredden vid basen är 1,9 km.
Terrängen runt Conical Range är kuperad söderut, men norrut är den bergig. Trakten runt Conical Range är nära nog obefolkad, med mindre än två invånare per kvadratkilometer.. 
I omgivningarna runt Conical Range växer i huvudsak barrskog.